# Naissance en 958
Naissance
- 954
- 955
- 956
- 957
- 958
- 959
- 960
- 961
- 962

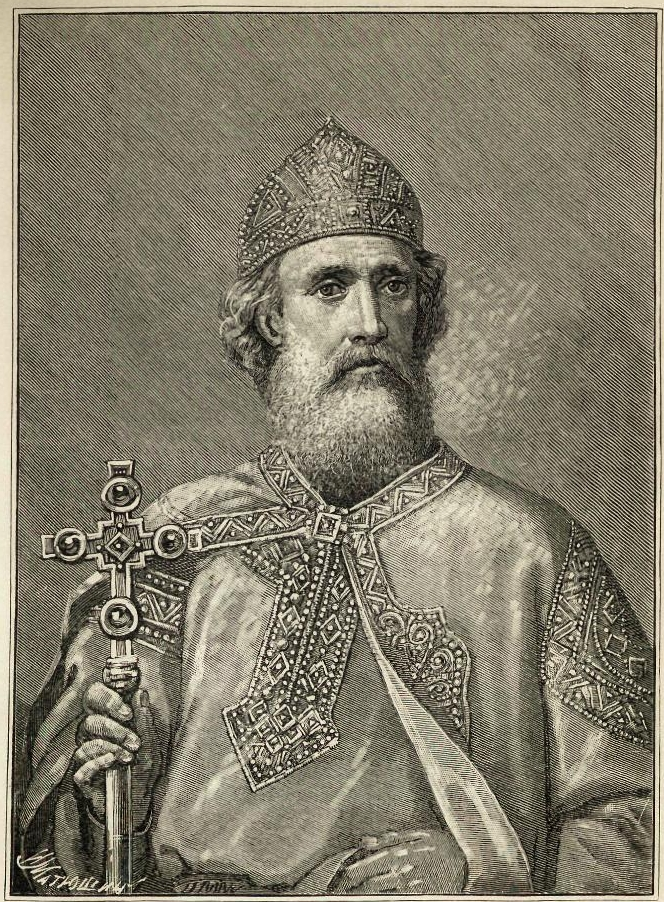
Vladimir Ier, né en 958.

Cette page dresse une liste de personnalités nées au cours de l'année 958 :
- Al-Qastalli, poète andalou.
- Jayavarman V, souverain de l'Empire khmer.
- Vladimir Ier, ou Vladimir Sviatoslavitch, dit le Beau Soleil, Grand-prince de Novgorod puis de Kiev.
- Yang Yanzhao, général chinois.
- Rinchen Zangpo, premier traducteur important de la renaissance du bouddhisme tibétain.

date incertaine (vers 958)
- Adalbéron II de Metz, évêque de Verdun puis évêque de Metz.
- Basile II, empereur byzantin.

## Crédit d'auteurs
- Cet article est partiellement ou en totalité issu de l'article intitulé « 958 » (voir la liste des auteurs).